# Sân bay quốc tế Vršac
Sân bay quốc tế Vršac (Serbian Cyrillic: Међународни Аеродром Вршац, chữ Latin Serbia: Međunarodni Aerodrom Vršac) (IATA: VRC, ICAO: LYVR) là một trong những sân bay tấp nập nhất của Serbia, là sân bay quốc tế thứ tư của Serbia từ ngày 28 tháng 12 năm 2006. Sân bay bày chủ yếu được sử dụng cho bay taxi, huấn luyện phi công, bảo dưỡng máy bay, hàng không phục vụ nông nghiệp.
Có 5 hang-ga ở sân bay này.
Chuyến bay quốc tế đầu tiên từ sân bay này là đến Sân bay Podgorica ở Montenegro vào ngày 5 tháng 2 năm 2007.

## Các hãng hàng không và tuyến bay
- Air Pink (điểm đến theo yêu cầu)
- Jat Airways AVIO taxi (Amsterdam, Athens, Brussels, Belgrade, Budapest, Düsseldorf, Frankfurt, Geneva, Graz, Hanover, Istanbul, Larnaca, Malta, Milan, Munich, Odessa, Paris, Praha, Roma, Skopje, Sofia, Thessaloniki, Trieste, Tunis, Venice, Viên, Warsaw, Zurich) [theo yêu cầu]
- Pelikan Airways Lưu trữ ngày 22 tháng 2 năm 2009 tại Wayback Machine (điểm đến theo yêu cầu)
- Prince Aviation (destinations per request)